# Zoile de Còrdova
Zoile de Còrdova (llatí: Zoilus, Zoellus) (Còrdova, segle iii - ca. 304) va ser un dels màrtirs morts a Còrdova durant la persecució de Dioclecià. És venerat com a sant per diverses confessions cristianes.

## Biografia
La notícia més antiga sobre el màrtir la dona Prudenci al segle iv, a l'himne IV del Peristephanon, quan cita trenta màrtirs hispànics; diu «Corduba Acisclum dabit, et Zoellum» (‘Còrdova donà Iscle, i Zoile’). El Martyrologium Hieronymianum l'inclou amb els seus companys màrtirs el dia 27 de juny. Probablement, que sigui destacat entre el grup de més de vint màrtirs deu voler dir que n'era el principal, però no se sap per què, o perquè només hi ha una acta de martiri d'ell, i no de la resta.

### Llegenda
Segons l'acta, possiblement tardana, Zoile era un jove de bona família, cristià. Denunciat, el jutge, en veure'n la distinció, volgué que abjurés perquè pensava que així la resta de cristians el seguirien. Zoile refusà de fer-ho i confirmà la seva fe, per la qual cosa fou torturat i, finalment, decapitat. A continuació, foren degollats els altres companys seus, uns vint. Els noms que en dona Enrique Flórez a España sagrada són: Crescenci, Julià, Nemesi, Fràtria, Primitiu, Justí, Estateu, Novacià, Climent, Marcel·lí, Zedí, Fèlix, Venust, Marcel, Itàlica, Lell, Capitó, Tinnus, Timarc o Tusc i Silvà.

## Veneració
L'any 613, el bisbe de Còrdova Agapit II va tenir la revelació del lloc on era sebollit el màrtir i, acompanyat de clergues i fidels, va desenterrar-ne les restes i les portà a l'església de Sant Just, que, ampliada, canvià el seu nom pel de Sant Zoile. Eulogi de Còrdova hi fou clergue i comenta que l'església era al centre de la ciutat. Probablement data de llavors l'acta del martiri, per la qual cosa és poc versemblant.
Al segle xi, el comte de Carrión, Gómez Díaz, traslladà les restes del màrtir de Còrdova al monestir benedictí de San Juan Bautista de Carrión de los Condes, que passà a dir-se de Sant Zoile. La devoció s'estengué per Castellà i Zoile esdevingué sant patró de Carrión, on les festes se celebren, però, l'agost, el penúltim dilluns del mes.